# Raphaël Glucksmann
Raphaël Glucksmann (ur. 15 października 1979 w Boulogne-Billancourt) – francuski dziennikarz, eseista i polityk, poseł do Parlamentu Europejskiego IX i X kadencji.

## Życiorys
Kształcił się w szkole średniej Lycée Henri-IV, następnie w Instytucie Nauk Politycznych w Paryżu. Odbył staż w algierskiej gazecie „Le Soir d'Algérie”. Współtworzył film dokumentalny Tuez-les tous! z 2004 dotyczący ludobójstwa w Rwandzie. Zrealizował też film dokumentalny poświęcony pomarańczowej rewolucji. Zajął się także działalnością dziennikarską, jako publicysta i komentator współpracując z różnymi mediami. W 2008 w czasie konfliktu zbrojnego udał do się Gruzji. Prezydent tego kraju Micheil Saakaszwili powierzył mu funkcję swojego doradcy, którą Raphaël Glucksmann pełnił do 2013.
W 2018 był jednym z założycieli lewicowego ugrupowanie Place publique. W 2019 jako lider listy wyborczej współtworzonej m.in. przez jego ugrupowanie i socjalistów uzyskał mandat eurodeputowanego IX kadencji. Z powodzeniem ubiegał się o reelekcję, ponownie kandydując jako lider listy wyborczej centrolewicy.

## Życie prywatne
Syn André Glucksmanna, pisarza i filozofa pochodzenia żydowskiego. Jego żoną została gruzińska polityk Ekaterine Zghuladze. Później jego partnerką życiową została dziennikarka Léa Salamé.

## Odznaczenia
- Prezydencki Order Doskonałości – Gruzja, 2011[8]

## Publikacje
- Je vous parle de liberté (współautor Micheil Saakaszwili), Hachette Livre, Paryż 2008, ISBN 978-2012376489.
- Mai 68 expliqué à Nicolas Sarkozy (współautor André Glucksmann), Éditions Denoël, Paryż 2008, ISBN 978-2207260074.
- Génération gueule de bois, Manuel de lutte contre les réacs, Allary Éditions, Paryż 2015, ISBN 978-2370730404.
- Notre France. Dire et aimer ce que nous sommes, Allary Éditions, Paryż 2016, ISBN 2-37073-076-5.
- Les Enfants du vide. De l'impasse individualiste au réveil citoyen, Allary Éditions, Paryż 2018, ISBN 978-2370731623.